# Vaital Deul-Tempel

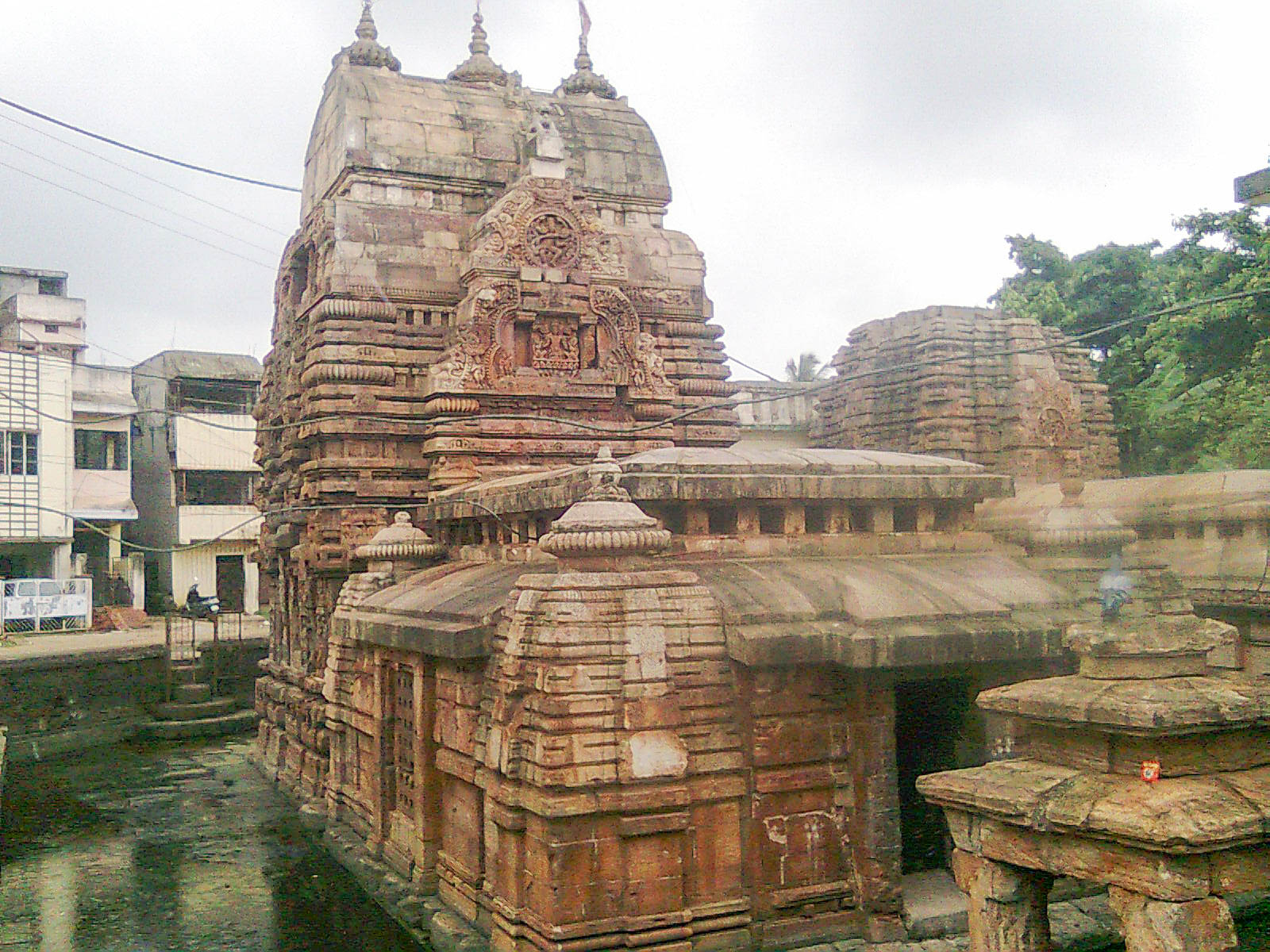
Vaital Deul

Der Vaital Deul-Tempel gehört zu den außergewöhnlichsten Hindu-Tempeln der Stadt Bhubaneswar im indischen Bundesstaat Odisha.

## Lage
Der Vaital Deul liegt im Herzen der Altstadt von Bhubaneswar etwa 200 m westlich des Bindu-Sagar-Teichs bzw. etw. 500 m nordwestlich des Lingaraja-Tempels.

## Geschichte
Der Tempel ist nicht datiert, gehört aber laut Ansicht der meisten Forscher in das ausgehende 8. Jahrhundert. Sein ursprünglicher Name ist unbekannt: Das Wort deul bezeichnet in der Oriya-Sprache einen Tempel; der Begriff vaital bezieht sich auf die quergelagerte Dachform, die erstmals am Bhima-Ratha in Mamallapuram (Tamil Nadu) auftaucht – wahrscheinlich hat es hölzerne Vorbilder gegeben, die jedoch allesamt nicht erhalten sind. In der Nachfolge stehen Bauten wie der Tempel Nr. 20 in Naresar oder der Teli-ka-Mandir im Fort von Gwalior.

## Weihe
In der rechteckigen Cella (garbhagriha) befindet sich eine Figur der (Mutter-)Göttin Chamunda, was auf Einflüsse aus der Welt des Tantrismus hindeutet. Ob diese Weihe ursprünglich ist, ist unbekannt – das Figurenprogramm an der Außenwand entspricht jedenfalls weitgehend dem eines normalen Hindu-Tempels der Zeit. Im Innern der Vorhalle jedoch finden sich Figurenreliefs der sieben oder acht Mütter sowie zwei Bhairava-Figuren mit erigiertem Glied. Chamunda selbst sitzt – begleitet von einem Schakal und einer Eule – mit heraushändender Zunge auf einem Leichnam; um den Hals trägt sie eine Schädelkette, in ihren acht Händen hält sie ein Schwert, einen Dreizack (trishula), eine Schlange (naga), Pfeil und Bogen, einen Schild und einen Donnerkeil (vajra).

## Architektur

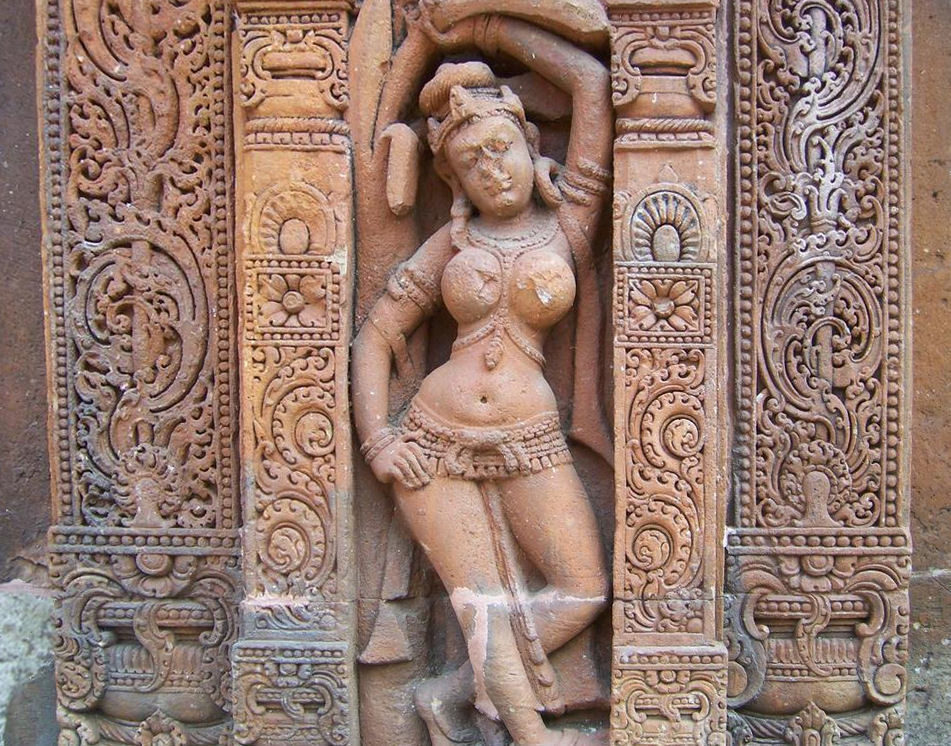
salabhanjika-Figur

Der von dem quergelagerten und reich gegliederten Turm überhöhten Cella vorgelagert ist eine pfeilergestützte Vorhalle (mandapa) mit vier Shikhara-bekrönten Ecktürmchen mit amalaka- und kalasha-Motiven und einem leicht erhöhten Mittelteil – vergleichbar demjenigen vom etwa 1 km östlich liegenden Parasuramesvara-Tempel. Während die Cella fensterlos ist, erhält die Vorhalle Licht durch die stets geöffnete Tür, zwei einfache Jali-Fenster und die kleinen Oberlichter.

## Skulpturen
Zum Skulpturenschmuck der Außenwände gehören eine Ardhanarishvara-Figur, Durga als Töterin des Büffeldämons (mahisasurmardini), Shiva und Parvati in trauter Zweisamkeit auf dem Berg Kailash, Shiva als zehnarmiger kosmischer Tänzer (nataraja), Gott Surya in seinem siebenspännigen Wagen begleitet von seinen beiden Schwestern Usha (Sonnenaufgang) und Pratyusha (Sonnenuntergang). Bemerkenswert sind überdies zahlreiche ‚Schöne Mädchen‘ (surasundaris) in unterschiedlichen Posen; darunter auch die einer salabhanjika. Die seitlichen Pilaster sind überaus reich mit Krug- und Blatt-Motiven (kalashas) sowie feinziseliertem Rankenwerk geschmückt, die von Perlstäben gerahmt werden.